# 오하라촌 (미야기현)
오하라촌(大原村)은 1955년까지 미야기현 오시카군의 남동부에 있던 촌이다. 현재의 이시노마키시에 해당한다.

## 역사
- 1889년 4월 1일 - 정촌제 시행에 수반해 9촌이 합병해 오하라촌이 성립하였다.
- 1955년 3월 26일 - 아유카와정과 합병해, 오사카정이 되었다.

## 참고문헌
- 『宮城県町村合併誌』（宮城県地方課、1958）